# Castelo de Castro Laboreiro
O Castelo de Castro Laboreiro, também referido como Castelo de Castro Laboredo, localiza-se na vila de Castro Laboreiro, na atual freguesia de Castro Laboreiro e Lamas de Mouro, Município de Melgaço, Distrito de Viana do Castelo, em Portugal.
Em posição dominante no alto de um monte, em terreno de difícil acesso entre as bacias do rio Minho e do rio Lima, está integrado no Parque Nacional da Peneda-Gerês.
O Castelo de Castro Laboreiro está classificado como Monumento Nacional desde 1944.

## História

### Antecedentes
A região encontra-se ocupada por humanos desde época pré-histórica, conforme o demonstram os monumentos megalíticos abundantes no planalto a nordeste de Castro Laboreiro.
Embora não haja informações históricas abundantes, a ocupação deste sítio parece se ligar ao traçado das diversas estradas romanas que aqui possuíam pontes para a travessia dos rios da região (ribeiro de Barreiro, o rio Laboreiro, o rio Cainheiras, o rio do Porto Seco e outros).
À época da Reconquista cristã da Península Ibérica, Afonso III de Leão (848-910) doou o domínio de Castro Laboreiro, na primeira metade do século X, ao conde D. Hermenegildo, avô de São Rosendo, por este ter vencido Vitiza, um chefe local que se havia revoltado. Durante o domínio do conde, o castro existente (e que lhe deu o nome) teria sido adaptado a castelo, voltando, posteriormente, ao domínio muçulmano.

### O castelo medieval
Em 1141, D. Afonso Henriques (1112-1185) conquistou a povoação de Castro Laboreiro, fazendo reforçar a sua defesa (1145), que passava a integrar a linha fronteiriça dos domínios de Portugal. Embora se desconheçam os detalhes dessa defesa, ela estaria concluída, conforme inscrição epigráfica, sob o reinado de D. Sancho I (1185-1211). No início do reinado de D. Afonso III o castelo foi severamente danificado diante da invasão de tropas do reino de Leão (1212).
Vila e sede de Concelho entre 1271 e 1855, Castro Laboreiro foi pertença do condado de Barcelos até 1834, bem como comenda da Ordem de Cristo desde 1319. Sob o reinado de D. Dinis (1279-1325), por volta de 1290, as suas defesas foram reconstruídas, quando assumiram a atual feição. Por esta época, a alcaidaria de Castro Laboreiro e a de Melgaço encontravam-se unidas, a cargo da família Gomes de Abreu, de Merufe. Posteriormente, sob o reinado de D. Fernando (1367-1383), o soberado doou esta alcaidaria a Estevão Anes Marinho.
No século XIV, após a conquista de Melgaço, D. João I (1385-1433) utilizou Castro Laboreiro como base para deter as incursões das forças castelhanas oriundas da Galiza.
O alcaide-mor Martim de Castro foi afastado de suas funções em virtude das queixas dos moradores da vila (1441).
No início do século XVI, o castelo encontra-se figurado por Duarte de Armas, no seu Livro das Fortalezas (c. 1509), podendo-se observar as muralhas reforçadas por cinco torres de planta quadrangular. Ao centro, a torre de menagem, também de planta quadrangular, precedida por outra construção, com a cisterna a norte. Isolada, em plano inferior, a vila.

### Da Guerra da Restauração aos nossos dias
Durante a Guerra da Restauração da independência portuguesa, Baltazar Pantoja conquistou o castelo de surpresa, após quatro horas de batalha (Maio de 1666). Tendo deixado como Governador da Praça D. Pedro Esteves Ricarte, este rendeu-se ao 3.º conde de Prado, D. Francisco de Sousa.
Desguarnecido a partir de 1715, entre 1766 e 1778 foi utilizado pelo conde de Bobadela, Governador das Armas da Província, para recolher homens e mulheres que se recusavam a apresentar os seus filhos para o serviço militar. Passaram por essa detenção cerca de 400 pessoas no período.
No contexto da Guerra Peninsular, foi guarnecido por tropas e artilhado com quatro peças (1801). Com a paz, voltou a ser desguarnecido, iniciando-se o seu processo de abandono e ruína.
No século XX, foi classificado como Monumento Nacional por Decreto publicado em 27 de Março de 1944. Posteriormente, na década de 1970 foram promovidos trabalhos de prospecção arqueológica, que revelaram testemunhos de ocupação do período da Alta Idade Média. Finalmente, entre 1979 e 1981 teve lugar uma pequena intervenção de limpeza e consolidação do monumento.

## Características
Erguido no alto de um monte, na cota de 1.033 metros acima do nível do mar, apresenta planta aproximadamente oval, adaptada ao terreno, orientada por um eixo norte-sul.
De arquitetura românica, apresenta padrões góticos expressos na integração de cubelos e pequenos torreões nos panos da muralha da alcáçova. O conjunto compreende dois núcleos:
- a norte, em plano mais elevado, o centro militar integrado pela torre de menagem no centro da praça de armas e pela cisterna. Em seus muros rasgam-se duas portas, a principal, a leste, denominada como Porta do Sol; a norte, a Porta da Traição, também denominada como Porta do Sapo.
- a sul, em plano inferior, um recinto secundário, delimitado por um pano de muralhas orientado no sentido leste-oeste. O acesso é feito por uma ponte em arco pleno sobre pés direitos. A sua função primitiva era a de recolher gado e bens em caso de ameaça, o que, segundo os estudiosos, é único no país e denota a importância da atividade pecuária na região.

## Galeria

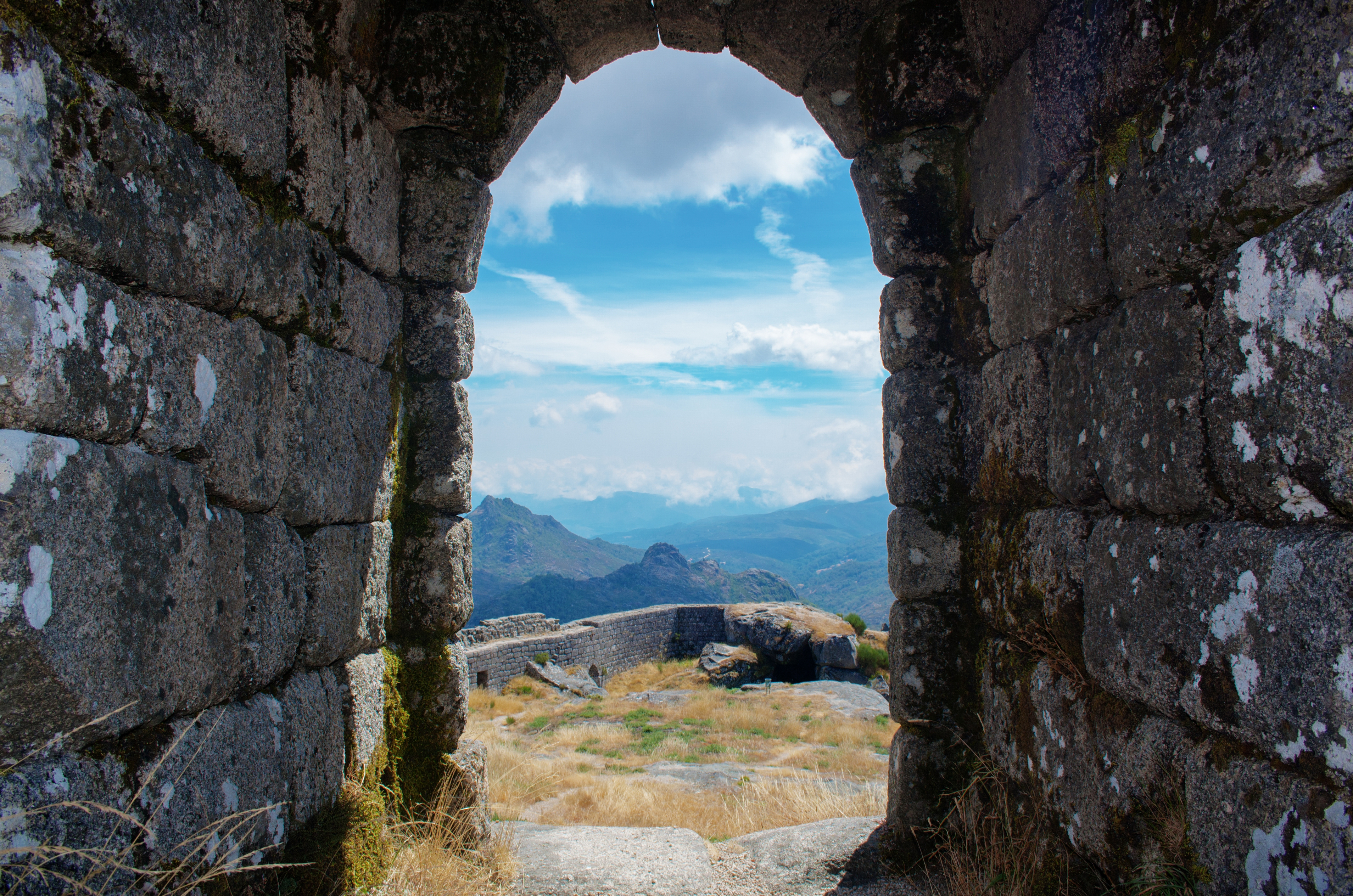
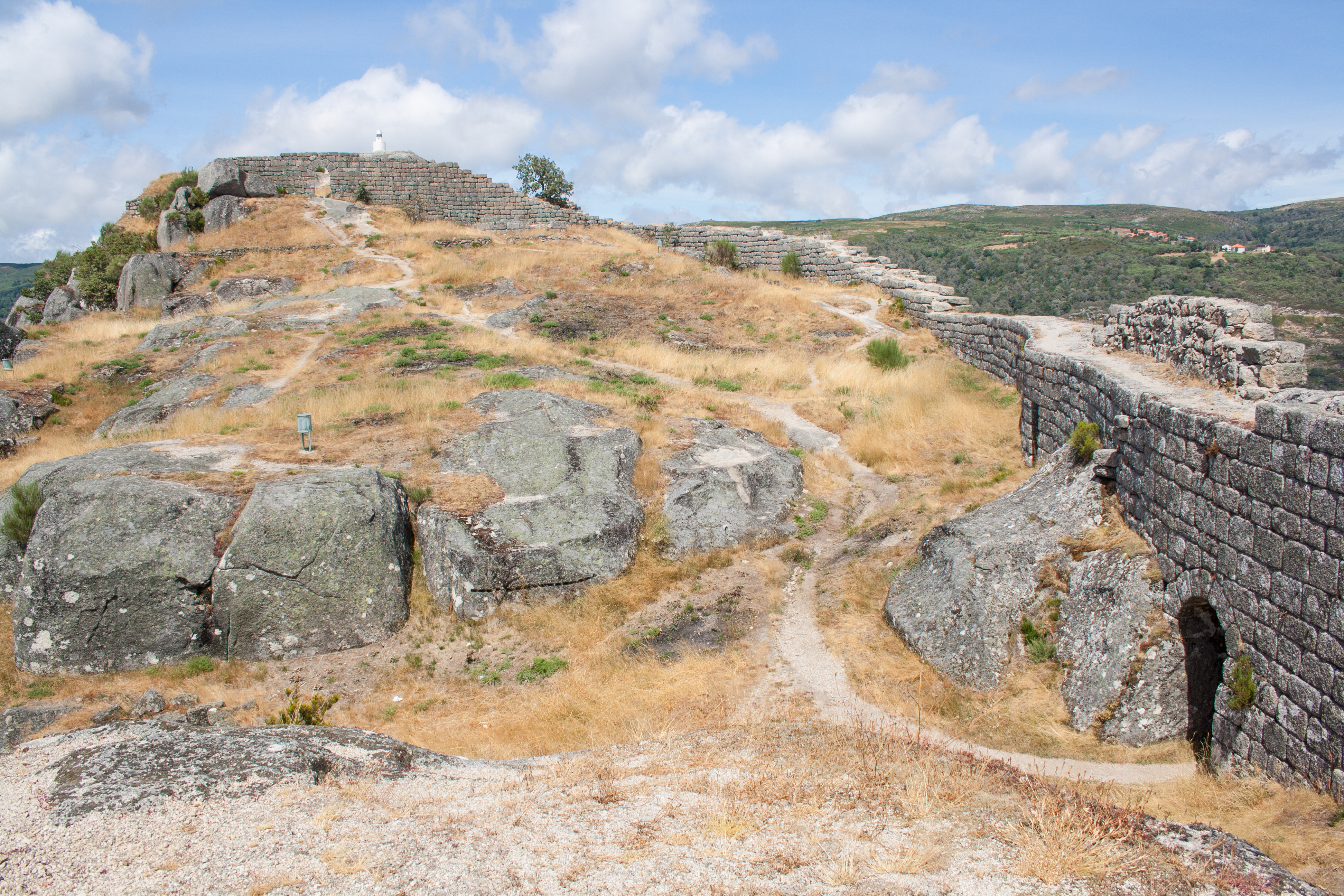
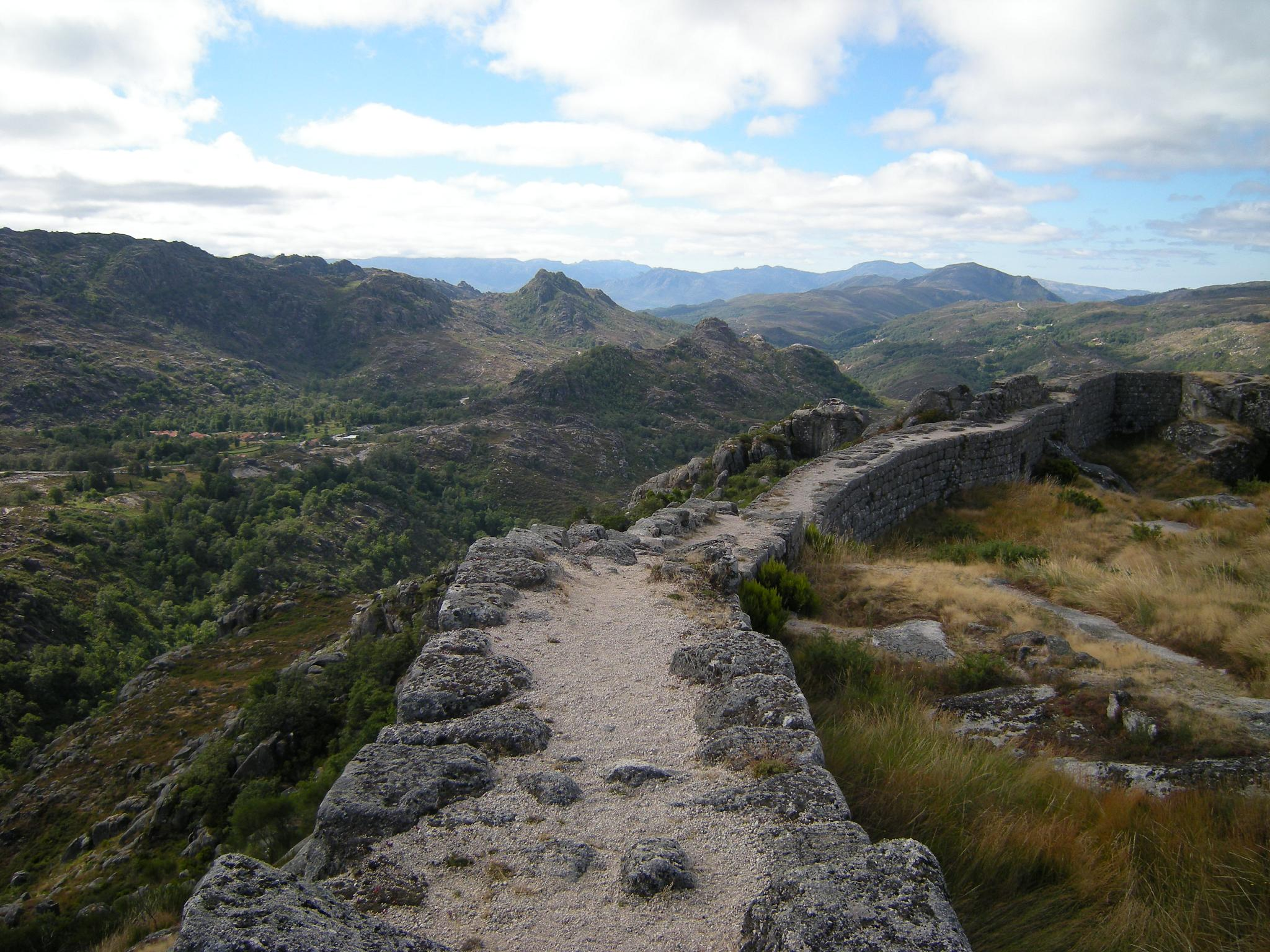
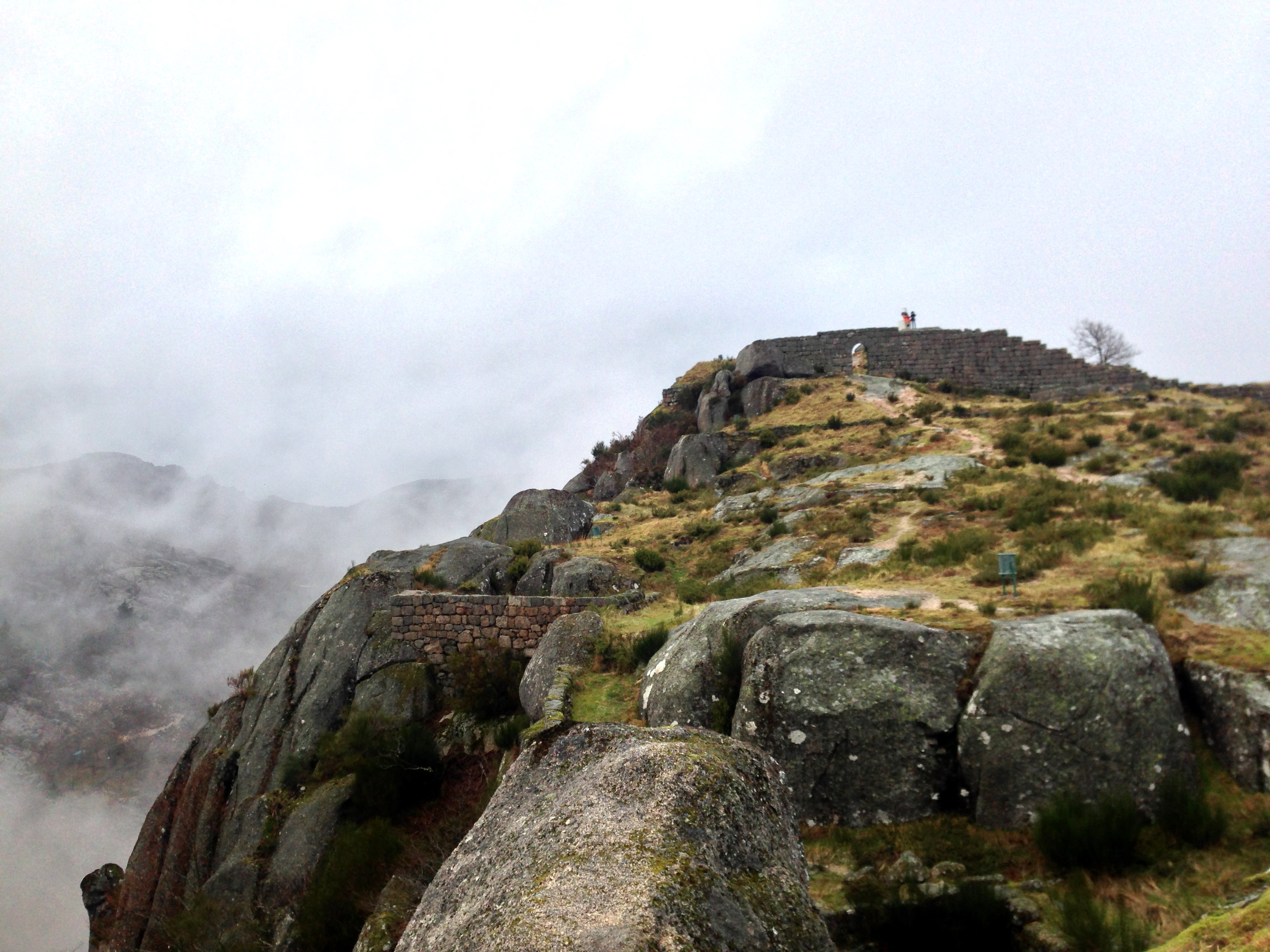
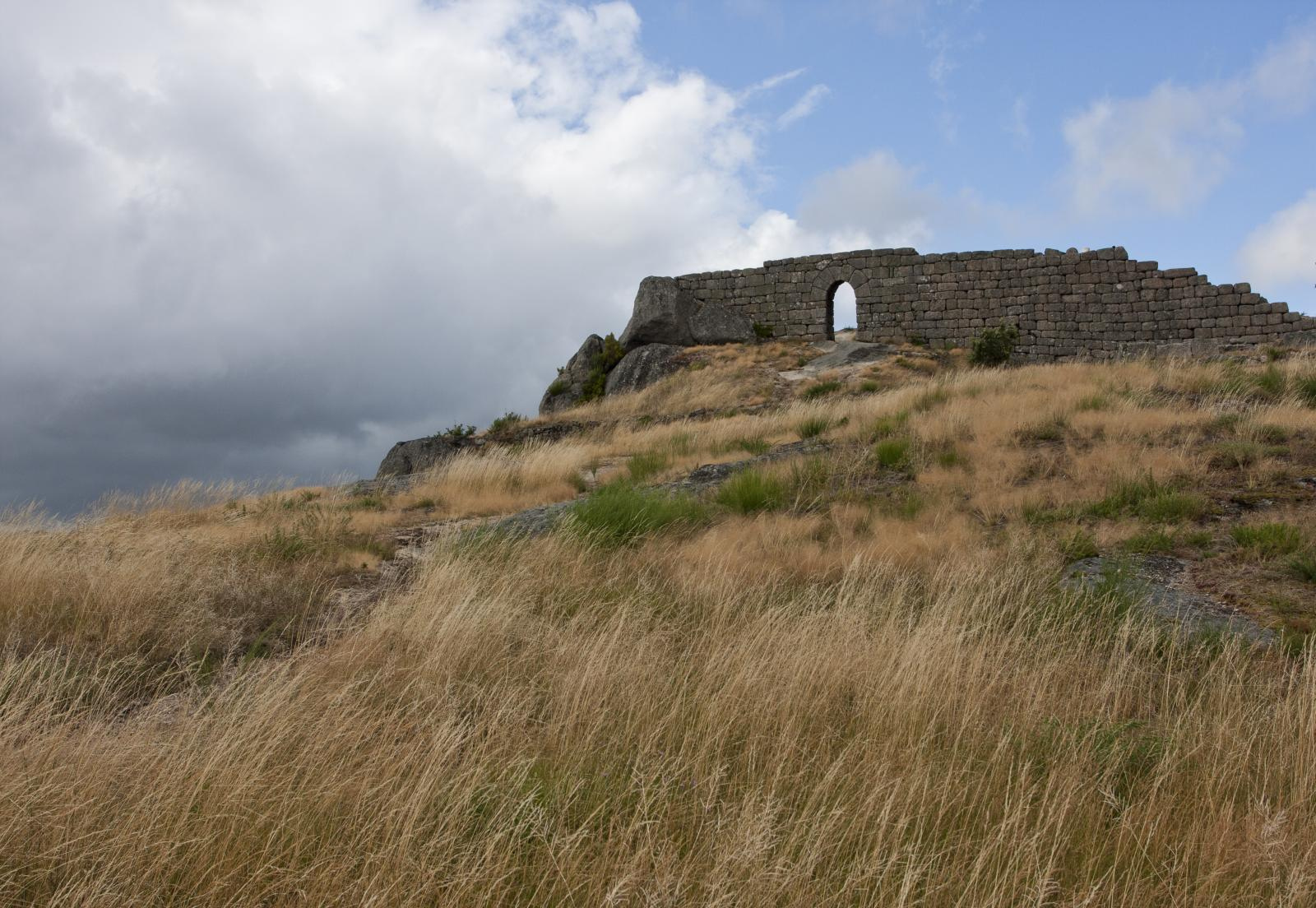
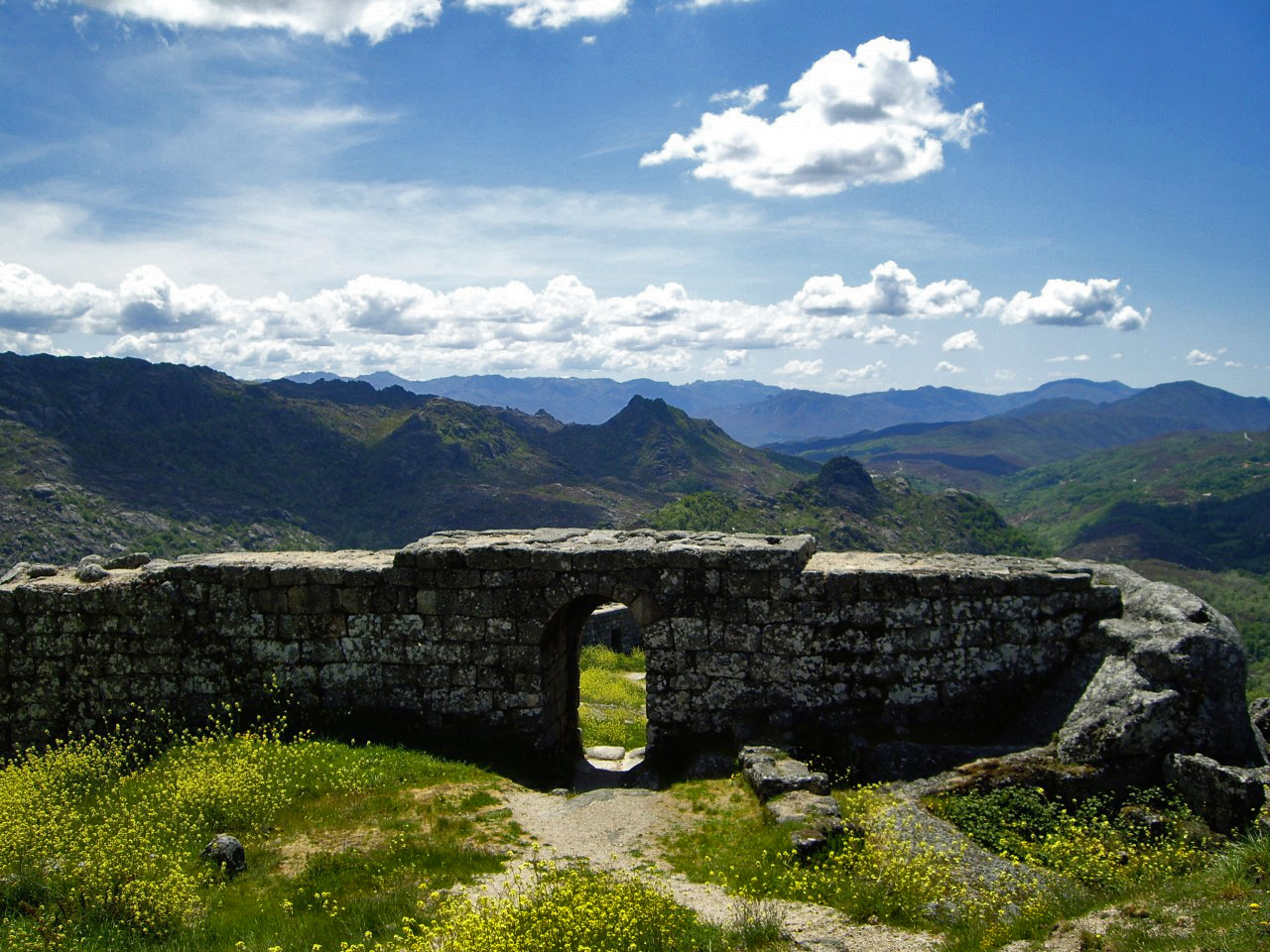
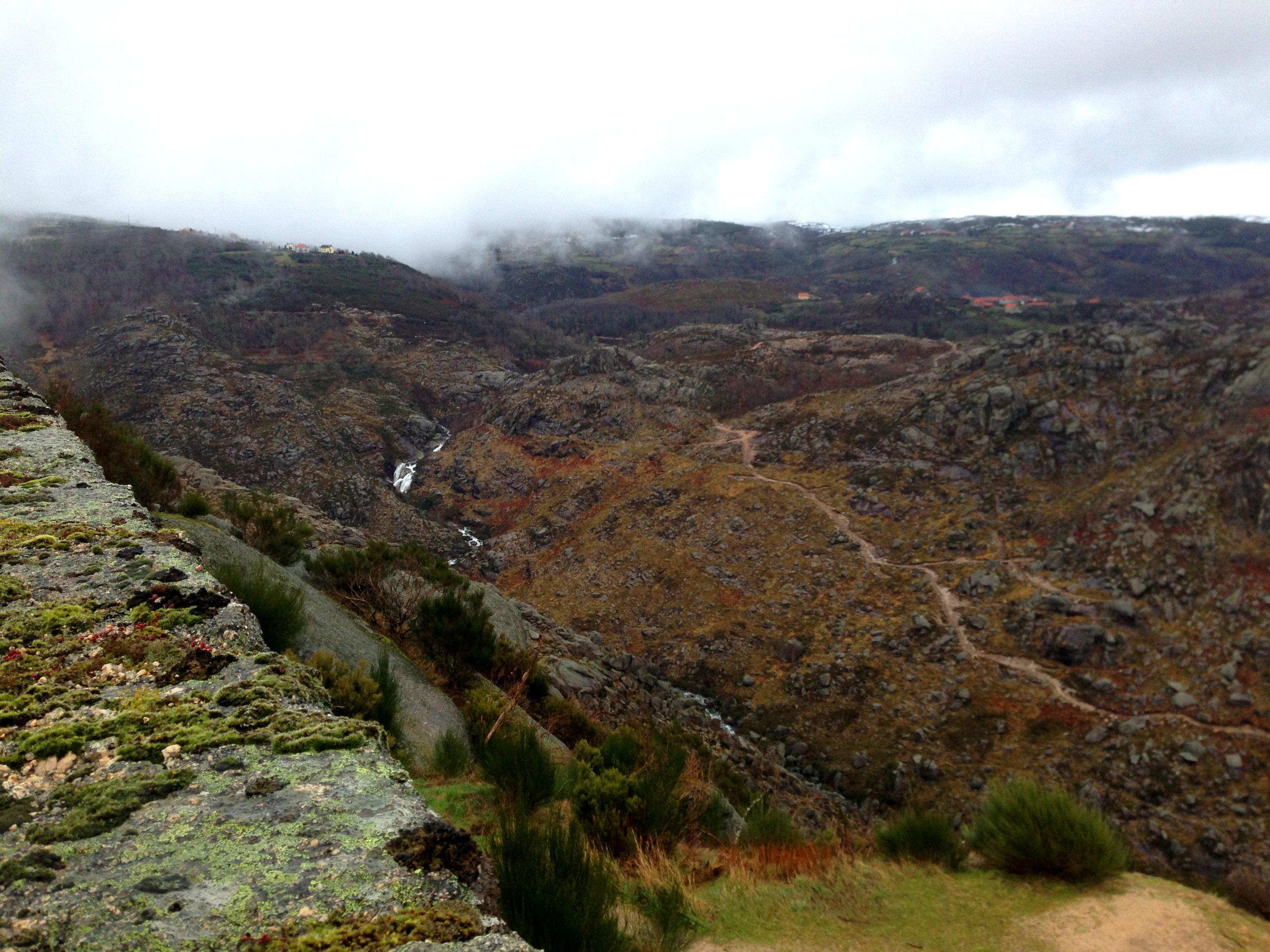